# Raffaele Costantino (1975)
Raffaele Costantino (Castellammare di Stabia, 18 novembre 1975) è un ex calciatore italiano, di ruolo attaccante.

## Carriera
Ha giocato dal 1994 al 1997 con la Juve Stabia, nel campionato di Serie C1, prima di approdare nella stagione 1997-1998 al Lecce, con la cui maglia scese in campo 5 volte in Serie A.
Poi ha avuto esperienze con il Gualdo (con cui disputa due campionati in Serie C1), l'Avellino (Serie C1), l'Ancona (Serie B) e il Pisa (Serie C1), dove nel 2003 chiuse la carriera dopo un serio infortunio.
Ritiratosi dall'attività agonistica, si è dedicato al ruolo di talent scout nel Padova.